# اچ‌ام‌سی‌اس پاتریسین
اچ‌ام‌سی‌اس پاتریسین (به انگلیسی: HMCS Patrician) یک کشتی بود که طول آن ۲۷۴ فوت (۸۴ متر) بود. این کشتی در سال ۱۹۱۶ ساخته شد.